# Sitting on the Edge of the Ocean
A Sitting on the Edge of the Ocean Bonnie Tyler egyik slágere, amely a Távol-Keleten elsöprő sikert aratott 1979-ben a Yamaha World Popular Song fesztiválon. A dalversenyen többször is fellépett többek között a magyar Neoton Famíliával és az Omega együttessel is. 1979 novemberében a dalért Arany Medállal jutalmazták Tylert a legjobb dal kategóriában a tokiói dalversenyen.
| Év   | Ország | Díj                      | Trófea      |
| ---- | ------ | ------------------------ | ----------- |
| 1979 | Japán  | Grand Prix International | Arany Medál |